# رینوورت
رینوورت (به انگلیسی: Rainworth) یک روستا و محله مدنی در بریتانیا است که در نیوارک و شروود واقع شده‌است. رینوورت ۷٬۸۲۱ نفر جمعیت دارد.